# Équipe cycliste Nutrixxion Abus
L'équipe cycliste Nutrixxion Abus est une équipe cycliste allemande ayant le statut d'équipe continentale durant son existence entre 2005 et 2013.

## Histoire de l'équipe
Mark Cavendish, alors âgé de 19 ans, commence sa carrière professionnelle en 2005 dans cette équipe. Il est rapidement remarqué par les dirigeants de l'équipe T-Mobile, qui l'engagent.

## Classements UCI
Depuis 2008, l'équipe participe aux épreuves des circuits continentaux et en particulier de l'UCI Europe Tour.
UCI America Tour
| Saison | Classement par équipes | Meilleur coureur au classement individuel |
| ------ | ---------------------- | ----------------------------------------- |
| 2008   | 15e                    | Eric Baumann (39e)                        |
| 2009   | 40e                    | Andreas Schillinger (310e)                |

UCI Asia Tour
| Saison | Classement par équipes | Meilleur coureur au classement individuel |
| ------ | ---------------------- | ----------------------------------------- |
| 2009   | 36e                    |                                           |
| 2010   | 6e                     | Dirk Müller (11e)                         |
| 2011   | 24e                    | Grischa Janorschke (94e)                  |
| 2012   | 20e                    | Dirk Müller (48e)                         |
| 2013   | 37e                    | Sebastian Körber (115e)                   |

UCI Oceania Tour
| Saison | Classement par équipes | Meilleur coureur au classement individuel |
| ------ | ---------------------- | ----------------------------------------- |
| 2008   | 14e                    |                                           |

UCI Europe Tour
| Saison | Classement par équipes | Meilleur coureur au classement individuel |
| ------ | ---------------------- | ----------------------------------------- |
| 2008   | 27e                    | Eric Baumann (12e)                        |
| 2009   | 29e                    |                                           |
| 2010   | 27e                    | Steffen Radochla (38e)                    |
| 2011   | 34e                    | Grischa Janorschke (57e)                  |
| 2012   | 74e                    | Michael Schweizer (241e)                  |
| 2013   | 84e                    | Grischa Janorschke (171e)                 |

## Nutrixxion Abus en 2013[1]

### Effectif
| Cycliste            | Date de naissance | Nationalité | Équipe 2012     |
| ------------------- | ----------------- | ----------- | --------------- |
| Rick Ampler         | 26.11.1989        | Allemagne   |                 |
| Holger Burkhardt    | 16.12.1987        | Allemagne   | Nutrixxion Abus |
| Tobias Dohlus       | 15.11.1988        | Allemagne   |                 |
| Alexander Gottfried | 05.07.1985        | Allemagne   | Nutrixxion Abus |
| Grischa Janorschke  | 30.05.1987        | Allemagne   | NetApp          |
| Sebastian Körber    | 01.03.1984        | Allemagne   | Nutrixxion Abus |
| Dirk Müller         | 04.08.1973        | Allemagne   | Nutrixxion Abus |
| Alexander Schmitt   | 18.08.1989        | Allemagne   | Nutrixxion Abus |
| Benjamin Sydlik     | 13.09.1990        | Allemagne   | Nutrixxion Abus |
| Max Walsleben       | 23.06.1990        | Allemagne   |                 |

### Victoires
Aucune victoire UCI.